# الملك الصياد (فلم)
الملك الصياد (بالإنجليزية: The Fisher King) هو فيلم كوميدي تم إنتاجه في الولايات المتحدة وصدر في سنة 1991.

## بطولة
- روبن ويليامز
- جيف بريدجز

## القصة
```
يقرر «دي جي» سابق كان يعمل بالإذاعة الانتحار بسبب خطأ جسيم ارتكبه، لكنه يجد الخلاص في مساعدة رجل مختل بلا مأوى كان ضحية لهذا الخطأ.
```

## الميزانية والإيرادات
بلغت تكلفة إنتاج الفيلم حوالي 24 مليون دولار بينما حقق أرباحا تقدر بـ 41,895,491 دولار.

### ترشيحات وجوائز
| السنة | الحدث          | الفئة                   | النتيجة  |
| ----- | -------------- | ----------------------- | -------- |
|       | جائزة الأوسكار | أفضل ممثلة في دور مساعد | فـــــوز |

## وصلات خارجية
- مقالات تستعمل روابط فنية بلا صلة مع ويكي بيانات